# Захарьинская улица
Заха́рьинская улица — улица в Северо-Западном административном округе Москвы, в районе Куркино между Куркинским шоссе и Воротынской улицей.

## Происхождение названия
На улице расположена клиническая туберкулезная больница № 3 «Захарьино», названная по фамилии её основателя, врача-терапевта Григория Антоновича Захарьина (1829—1897). Улица названа по этой больнице в 1986 году. Больница находится на Куркинском шоссе (д. 29).

## Описание
Захарьинская улица проходит с юга на север, начинаясь от Куркинского шоссе и сливаясь под острым углом с Воротынской улицей.